# Karel Vácha
Karel Vácha (ur. 2 sierpnia 1970) – czeski piłkarz występujący na pozycji napastnika.

## Kariera klubowa
Vácha treningi rozpoczął w zespole TJ Hluboka nad Vltavou. Potem grał w juniorach Dynama Czeskie Budziejowice, a w 1989 roku przeszedł do drużyny SKP Sušice. W 1991 roku wrócił do Dynama, grającego w pierwszej lidze czechosłowackiej. W 1992 roku Dynamo zmieniło nazwę na SK České Budějovice, a od sezonu 1993/1994 startowało w rozgrywkach pierwszej ligi czeskiej. Vácha występował tam do końca sezonu 1995/1996.
W 1996 roku Vácha odszedł do także pierwszoligowej Slavii Praga. W sezonie 1996/1997 wywalczył z nią Puchar Czech oraz wicemistrzostwo Czech. W sezonie 1997/1998 wraz ze Slavią ponownie został wicemistrzem Czech. W 1998 roku przeszedł do austriackiego Tirolu Innsbruck. W Bundeslidze zadebiutował 29 sierpnia 1998 w przegranym 2:3 meczu z LASK Linz. W barwach Tirola rozegrał 31 spotkań.
Na początku 2000 roku Vácha wrócił do SK České Budějovice. W sezonie 2000/2001 spadł z nim z pierwszej ligi do drugiej. W 2002 roku przeszedł do słowackiej Artmedii Petržalka. W sezonie 2002/2003 wywalczył z nią wicemistrzostwo Słowacji, a w sezonie 2003/2004 Puchar Słowacji. W 2004 roku wrócił do TJ Hluboka nad Vltavou, grającego w piątej lidze. W 2005 roku zakończył karierę.

## Kariera reprezentacyjna
W reprezentacji Czech Vácha wystąpił jeden raz, 6 września 1997 w wygranym 2:0 meczu eliminacji Mistrzostw Świata 1998 z Wyspami Owczymi.